# La Estrada (Cangas de Onís)
La Estrada es una aldea que pertenece a la parroquia de Abamia en el concejo de Cangas de Onís (Principado de Asturias). Se encuentra a 120 m s. n. m. y está situada a 7 km de la capital del concejo, Cangas de Onís. 

## Población
En 2020 contaba con una población de 20 habitantes (INE 2020) repartidos en un total de 12 viviendas.